# سرمج (جنس)
السَّرْمَج أو لِيزيمَاخية (الاسم العلمي Lysimachia)، جنس نباتات عشبية معمرة من فصيلة الربيعيات. أنواعه نحو 50 معظمها بري وبعضها تزييني. أوراقها متقابلة ومنها ضمية ثلاثية أو رباعية التجميع. ازهارها هامية الارتكاز، عنقودية منتصبة أو سفيلية. منبتها البلاد الحارة والمعتدلة. ترغب في المواقع الرطبة.

## الأنواع
من أنواعه:
- سرمج رباعي الورق
- سرمج شائع
- سرمج مسبل
- سرمج مؤشم
- سرمج مزوال